# Alexander Alvaro
Alexander Nuno Pickart Alvaro (Bonn, 26 maggio 1975) è un politico tedesco, membro del Partito Liberale Democratico ed europarlamentare dal 2004 al 2014.

## Biografia

### Primi anni e formazione
Nato nel quartiere Bad Godesberg di Bonn, Alexander Nuno Alvaro crebbe in una famiglia di origini portoghesi tra la Germania e l'Australia. Dopo essersi diplomato al Görres-Gymnasium di Düsseldorf nel 1994, intraprese gli studi nel settore bancario e finanziario. Studiò poi giurisprudenza all'Università di Brema, all'Università di Mannheim e all'Università Heinrich Heine di Düsseldorf, dove si laureò nel 2004. Durante il percorso universitario, lavorò presso la Deutsche Bank, come assistente alla cattedra del giurista Jochen Taupitz all'Università di Mannheim e come collaboratore negli uffici dei deputati Christian Lindner e Gisela Piltz.

### Carriera politica

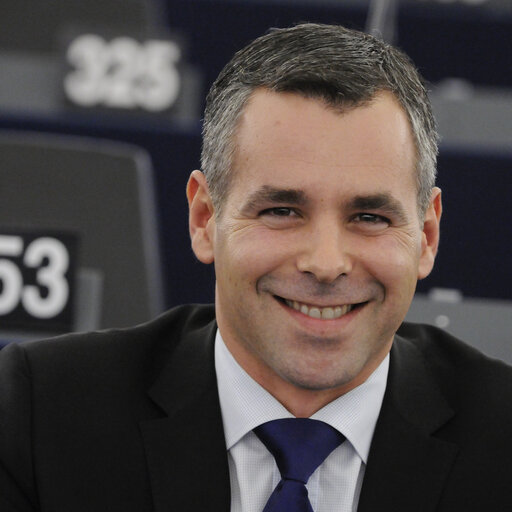
Alexander Alvaro al Parlamento europeo

Alexander Alvaro si avvicinò alla politica aderendo ai Junge Liberale (Giovani Liberali), di cui fu membro del Comitato esecutivo federale dal 2000 al 2005 e vicepresidente federale per l'area programmatica dal 2002 al 2005. Nel 2003 fu eletto all'interno del comitato esecutivo federale del Partito Liberale Democratico.
Alle elezioni europee del 2004, Alvaro vinse un seggio al Parlamento europeo. Come tutti i compagni di partito, aderì al Gruppo dell'Alleanza dei Democratici e dei Liberali per l'Europa (ALDE), di cui fu portavoce per la politica interna fino al 2009. Fu inoltre membro della commissione per le libertà civili, la giustizia e gli affari interni e membro sostituto della commissione per l'industria, la ricerca e l'energia e della commissione per le petizioni. Alvaro fece parte anche delle delegazioni per le relazioni con il Consiglio legislativo palestinese e per le relazioni con l'India. Ricandidatosi alle elezioni europee del 2009, fu rieletto per un secondo mandato, durante il quale svolse l'incarico di vicepresidente della commissione per i bilanci e membro della commissione per le libertà civili. Il 18 gennaio del 2012, Alexander Alvaro fu eletto vicepresidente del Parlamento europeo.

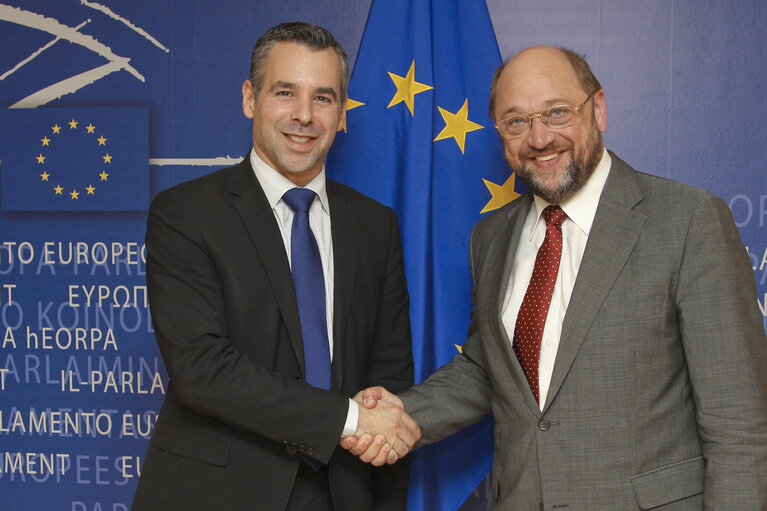
Alexander Alvaro con Martin Schulz

Dopo le dimissioni di Silvana Koch-Mehrin nel maggio 2010, Alvaro fu eletto per succederle nella presidenza del partito. L'anno successivo, tramite un accordo con Alexander Graf Lambsdorff, che era succeduto a Silvana Koch-Mehrin a capo della delegazione europarlamentare, Alvaro assunse anche tale carica.
Nel mese di marzo del 2012, sottoscrisse il manifesto del Gruppo Spinelli. Fu inoltre fondatore e membro del consiglio di amministrazione di EU40, un'associazione di eurodeputati e funzionari dell'UE di età inferiore ai 40 anni, che aveva l'obiettivo di rafforzare le politiche transpartitiche dell'Unione per i giovani. Sostenne la campagna Oneseat di Cecilia Malmström, che puntava a rendere Bruxelles sede permanente del Parlamento europeo.
Alla conferenza distrettuale del partito, tenutasi a Düsseldorf nell'ottobre 2013, Alexander Alvaro annunciò che non si sarebbe candidato per un terzo mandato alle europee del 2014.
Dopo la fine della sua carriera politica, Alvaro restò a Bruxelles, dove trovò occupazione come consulente strategico nel settore degli affari europei.

### L'incidente
La carriera politica di Alexander Alvaro subì una grossa battuta d'arresto nel 2013 a seguito di un rilevante fatto di cronaca.
La notte del 23 febbraio, infatti, Alvaro restò coinvolto in un grave incidente stradale: mentre era alla guida della sua Audi A8 si scontrò con un'altra automobile che era già stata coinvolta in un incidente sull'autostrada Bundesautobahn 1. Il conducente dell'altro veicolo, un ventunenne, rimase ucciso, mentre i due passeggeri di 15 e 16 anni furono gravemente feriti. Anche Alvaro subì gravi conseguenze, finendo in coma e fu ricoverato in ospedale per diversi mesi a causa di una lesione cerebrale.
Su richiesta dei pubblici ministeri, il Parlamento europeo decise di revocare l'immunità di Alvaro nel mese di giugno, per consentire che venissero svolte le opportune indagini per omicidio colposo; nell'aprile 2014, Alvaro subì un processo di fronte al tribunale regionale di Colonia.
La corte cercò di verificare se la vittima fosse già morta prima dell'impatto con l'auto di Alvaro. Durante le indagini, emerse che l'eurodeputato aveva tracce di droghe nel sangue al momento dell'incidente, presumibilmente cocaina. Il procedimento fu archiviato nel 2017 e si concluse con il pagamento da parte di Alvaro di 10.000 euro ai familiari della vittima e 5.000 euro ai superstiti.

## Opere
- Alexander Alvaro e Steffen Zorn, Die Situation der Grund- und Menschenrechte innerhalb der EU, Amburgo, 2007, ISBN 978-3-8300-3007-2.